# Werner Jothann
Werner Jothann, född 18 maj 1907 i Eldenburg, var en tysk SS-Obersturmführer. Han var från oktober 1943 till januari 1945 byggnadschef i Auschwitz-Birkenau. Han fick i uppdrag att leda restaureringen av krematorierna inför deportationerna av de ungerska judarna i maj 1944. Mellan den 14 maj och den 8 juli 1944 deporterades 437 402 judiska män, kvinnor och barn från Ungern till Auschwitz-Birkenau.